# Philomena Tofaeono
Philomena Luavaasiitia „Luava'a“ Tofaeono (* 23. Februar 2000 in Pago Pago) ist eine amerikanisch-samoanische Beachhandballspielerin.

## Karriere
Luava'a Tofaeono startet für die CaBoom Athletic Club of Ili'ili. Die zentrale sowohl defensiv als auch offensiv einsetzbare Spielerin gehört zur Gründergeneration des Handballs, insbesondere des Beachhandballs, in Amerikanisch-Samoa. Sie gehörte zum Kader ihres Verbandes, der bei den U-17-Ozeanienmeisterschaften im Beachhandball gegen das favorisierte australische Team den Titel gewann und sich damit für die Olympischen Jugend-Sommerspiele 2018 qualifizierte. Auch in Buenos Aires gehörte Tofaeono zum Kader, der den elften Platz belegte.

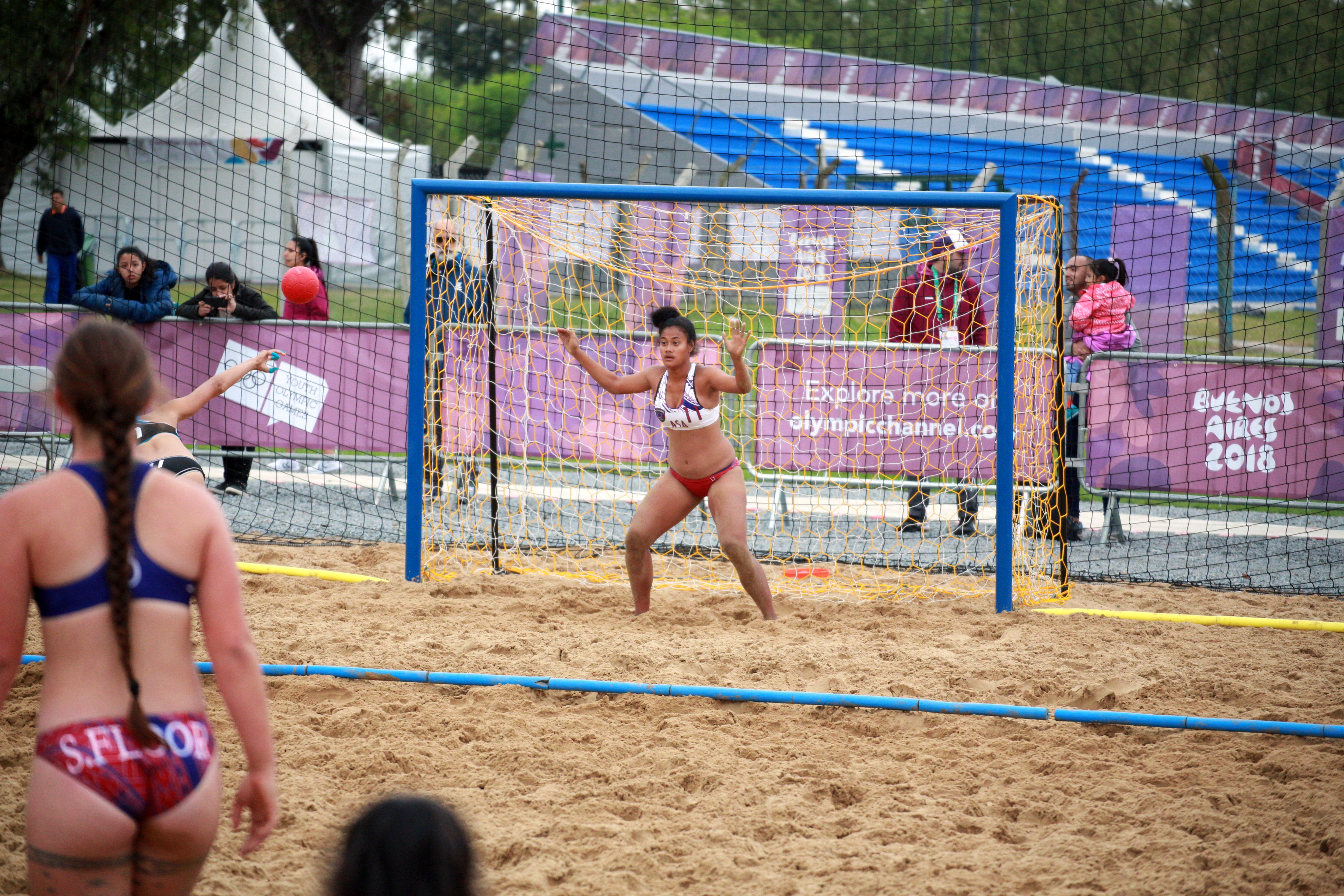
Luava'a Tofaeono im Tor bei einem Strafstoß der Mannschaft Hongkongs in der Platzierungsrunde bei den Olympischen Jugendspielen 2018

Im Jahr darauf gehörte Tofaeono zur A-Nationalmannschaft Amerikanisch-Samoas. Bei den kontinentalen Meisterschaften Ozeaniens 2019 und den parallel ausgetragenen Australischen Meisterschaften, bei denen die Mannschaft aus Amerikanisch-Samoa als Vereinsmannschaft antrat, gewann das Team in beiden Wettbewerben die Silbermedaillen. Im Rahmen der kontinentalen Meisterschaften musste sich die Mannschaft von Amerikanisch-Samoa einzig Australien geschlagen geben und gewann nicht nur gegen die Vertretung der Cookinseln, sondern auch die Mannschaft Neuseelands.
Seit September 2019 ist Tofaeono zusätzlich gemeinsam mit Naomi A'asa Trainerin der neu gegründeten U15-Mädchen-Beachhandball-Nationalmannschaft ihres Verbandes. Sie ist verheiratet und seit September 2020 Mutter eines Sohnes.

## Einzelbelege
1. ↑  U17 Beach Handball Boys claim gold and Girls sliver at Oceania Champs (Memento vom 3. März 2019 im Internet Archive) (englisch)
2. ↑  Our beach handball team to Argentina 2018 (englisch)
3. ↑  Detaillierte Statistik der Olympischen Jugendspiele (Memento vom 15. Oktober 2018 im Internet Archive) (englisch)
4. ↑  Beach Handball - Oceania Qualifiers & Aust Champs 2019
5. ↑  C J Sagapolutele Floor Sr. Abgerufen am 15. September 2019.
6. ↑  Bei Facebook anmelden. Abgerufen am 22. Mai 2021.

| Personendaten    | Personendaten                                       |
| ---------------- | --------------------------------------------------- |
| NAME             | Tofaeono, Philomena                                 |
| ALTERNATIVNAMEN  | Tofaeono, Philomena Luavaasiitia; Tofaeono, Luava'a |
| KURZBESCHREIBUNG | amerikanisch-samoanische Beachhandballspielerin     |
| GEBURTSDATUM     | 23. Februar 2000                                    |
| GEBURTSORT       | Pago Pago                                           |